# Ludwig Münz (Märtyrer)
Ludwig Münz (* 20. Juli 1893 in Frankfurt am Main; † 30. September 1945 in Landsberg an der Warthe) war ein deutscher römisch-katholischer Jurist und Märtyrer.

## Leben
Ludwig Münz wuchs als Sohn eines Bankbeamten in Frankfurt am Main in der Pfarrei St. Antonius auf. Er studierte Rechtswissenschaft in Freiburg und München, unterbrochen vom Kriegsdienst im Ersten Weltkrieg. Er war aktiv in der Katholischen Studentenverbindung, namentlich in der K.D.St.V. Hohenstaufen und in der KDStV Aenania München. 1922 wurde er an der Friedrich-Alexander-Universität Erlangen promoviert mit der Arbeit Haftpflichtversicherung und Rückversicherung. Ein Vergleich und in Berlin am Reichsversicherungsamt angestellt. Ab 1927 war er Pressereferent im Reichsarbeitsministerium.
In der Zeit des Nationalsozialismus unterhielt er Kontakte zu den Widerstandsgruppen um Bischof Konrad Graf von Preysing, dem Jesuitenprovinzial Augustinus Rösch und zu dem Generaloberst Ludwig Beck. Nach dem Attentat vom 20. Juli 1944 kam er, wie auch seine Frau, Auguste Münz geb. Brüning, ins Gefängnis, da er einen der Hauptbeteiligten in seiner Wohnung aufgenommen hatte. Bevor es zur Verhandlung gegen ihn kam, brach das Dritte Reich zusammen. Bereits einen Tag nach seiner Befreiung im Mai 1945 wurde er von der russischen Besatzungsmacht in das Speziallager Nr. 4 Landsberg an der Warthe eingesperrt und starb dort am 30. September im Alter von 52 Jahren als Opfer einer Ruhrepidemie. Im Januar 1946, 4 Monate nach seinem Tod, wurde die gemeinsame Tochter geboren.

## Gedenken
Die deutsche Römisch-katholische Kirche hat Ludwig Münz als Märtyrer aus der Zeit des Nationalsozialismus in das deutsche Martyrologium des 20. Jahrhunderts aufgenommen.